# Église Sainte-Marie de Cardet
L'église Sainte-Marie (catalan : església de Santa Maria) est une église romane située à Cardet sur le territoire de La Vall de Boí, dans le nord de la province de Lérida et de la communauté autonome de Catalogne en Espagne. Comme les autres églises de la Vall de Boí, elle est éloignée du centre du village. En 1992, l'église a été déclarée Bé Cultural d'Interès Nacional (Bien culturel d'intérêt national/BCIN) par la Généralité de Catalogne. En novembre 2000, elle est inscrite sur la liste du patrimoine mondial de l'UNESCO avec huit autres églises romanes de la Vall de Boí.

## Histoire
L'église dédiée à Marie a été érigée au XIe siècle ou XIIe siècle. L'écroulement de la nef au XIIe ou XIIIe siècle entraîna des modifications. Au XVIIe et au XVIIIe siècle, l'église est transformée dans le style baroque. La chapelle latérale et la sacristie sont des constructions récentes. Une campagne de restauration est menée en 2005 et 2006.

## Architecture

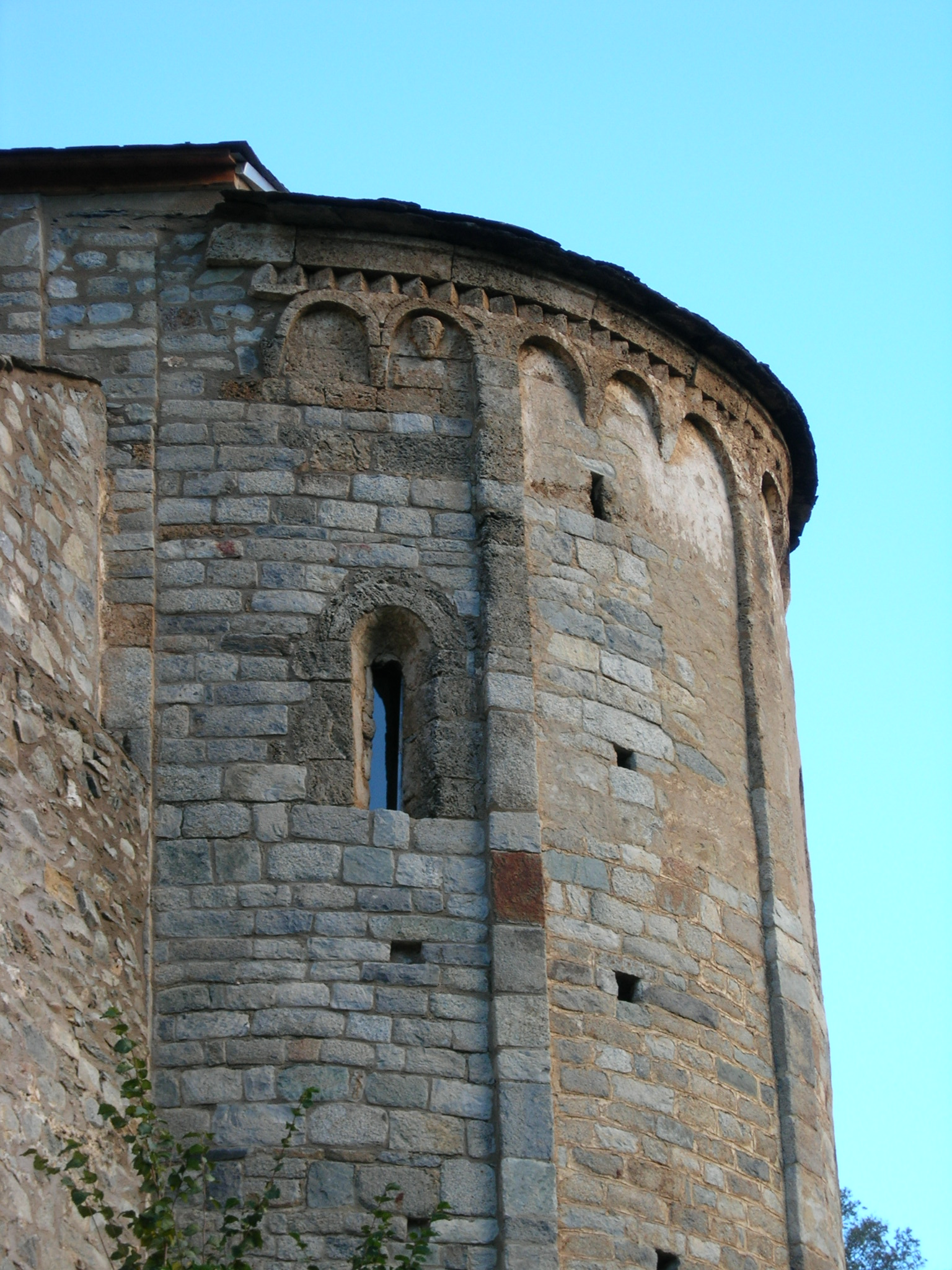
Abside

### Extérieur
L'église de Cardet est la seule de la Vall de Boí à posséder une crypte ce qui est dû à la dénivelée du terrain. L'abside de deux étages est l'une des plus remarquables des églises de la Vall de Boí. Ses murs extérieurs sont ornés d'une frise de dents d'engrenage, de lésènes et d'arcatures lombardes. 
Depuis l'époque baroque, la façade occidentale est coiffée d'un clocher-mur (espadaña) à la place d'un clocher, une particularité que l'église de Cardet partage avec l'ermitage Sant Quirc de Durro. 

### Portail
Dans cette façade s'ouvre le portail qui est intégré dans un porche construit plus tard. Le portail est entouré de voussoirs, sur le voussoir central est engravé un christogramme avec les lettres alpha et oméga. Au-dessous de ce voussoir est encastré une pierre rectangulaire sur lequel est engravé un autre christogramme.
La porte conserve un verrou de fer forgé datant du Moyen Âge, décoré de motifs géométriques, qui se termine en une tête soigneusement travaillée.

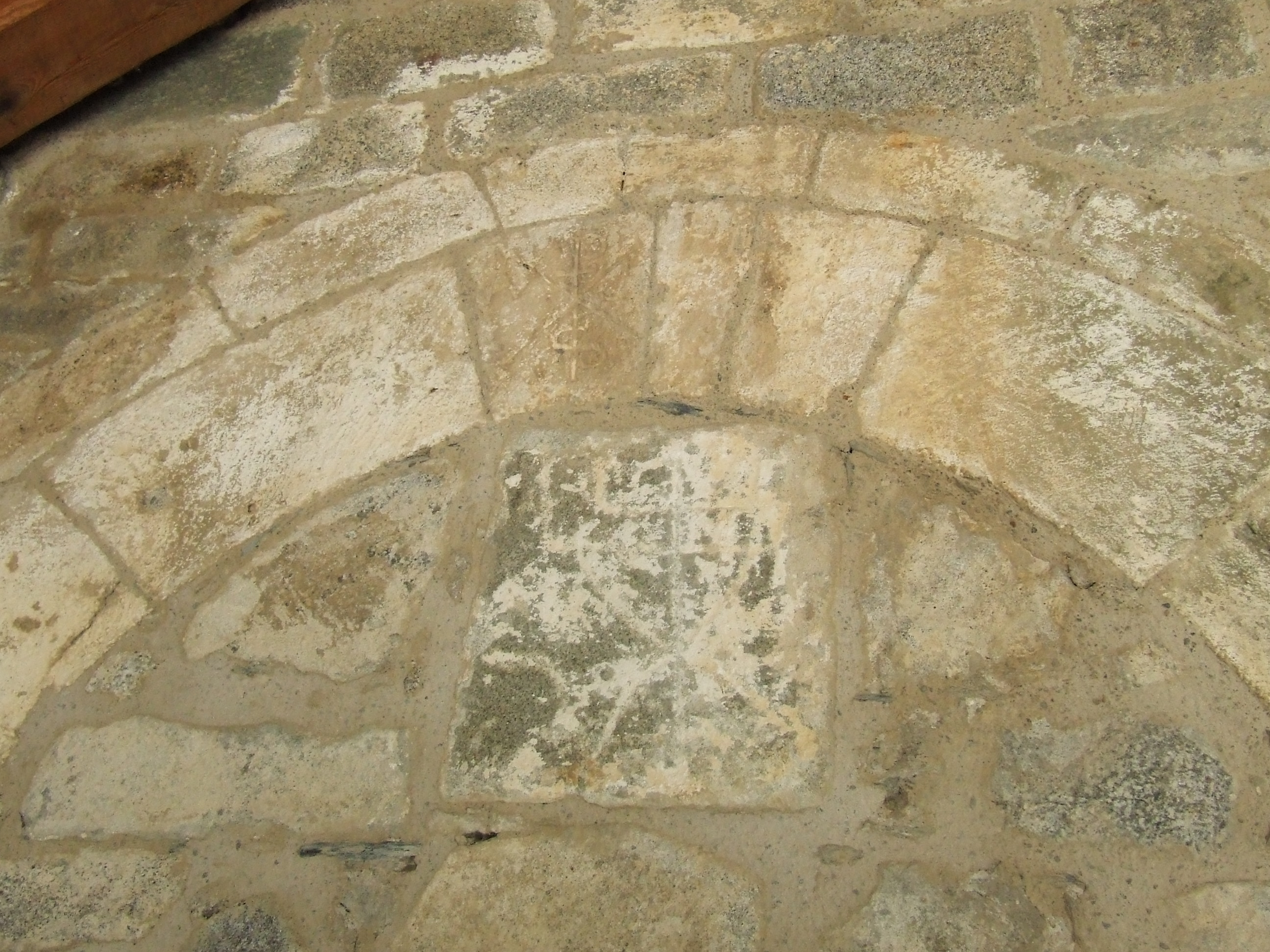
Voussoir et pierre avec christogramme au-dessus du portail
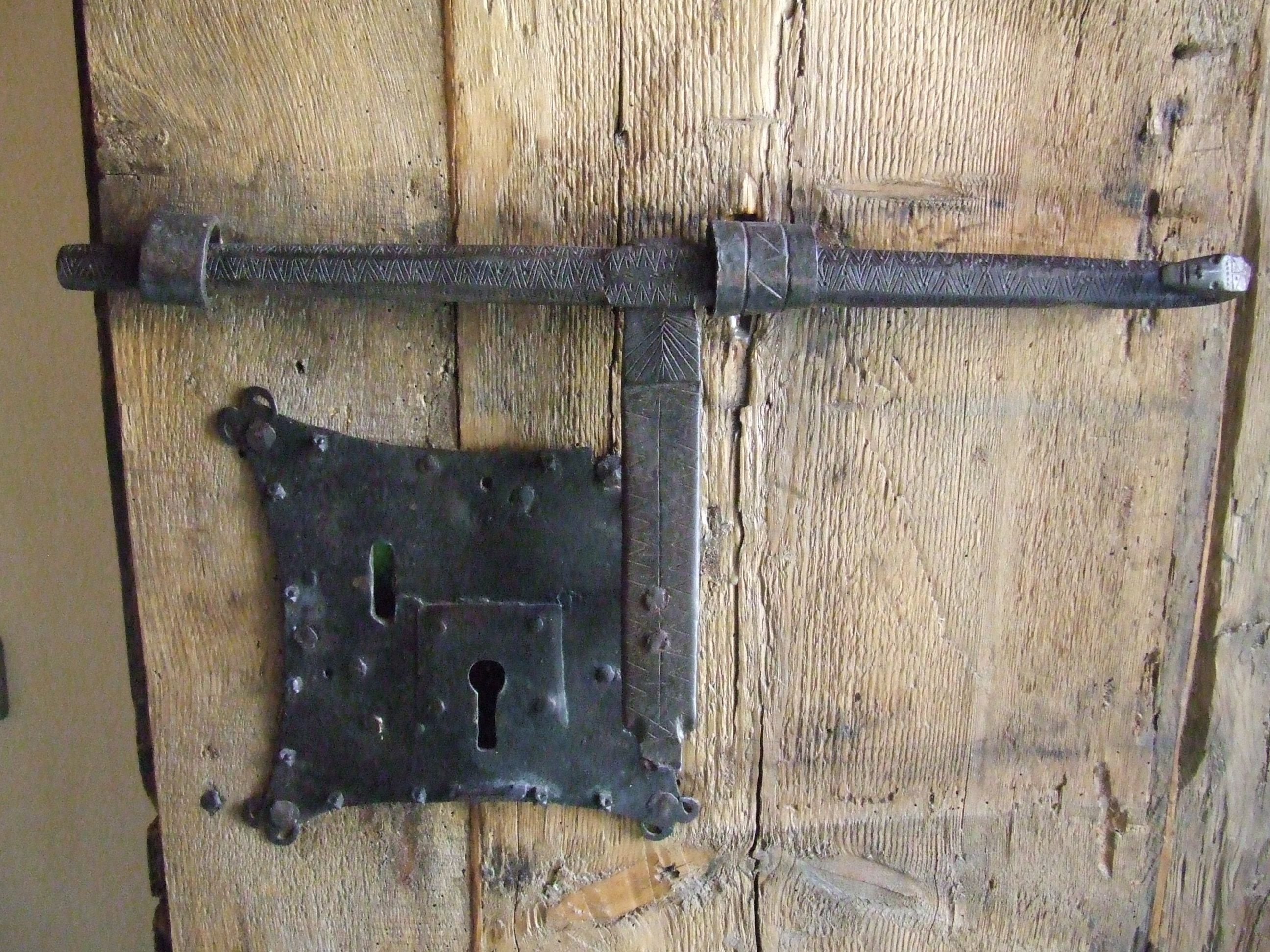
Verrou

### Intérieur

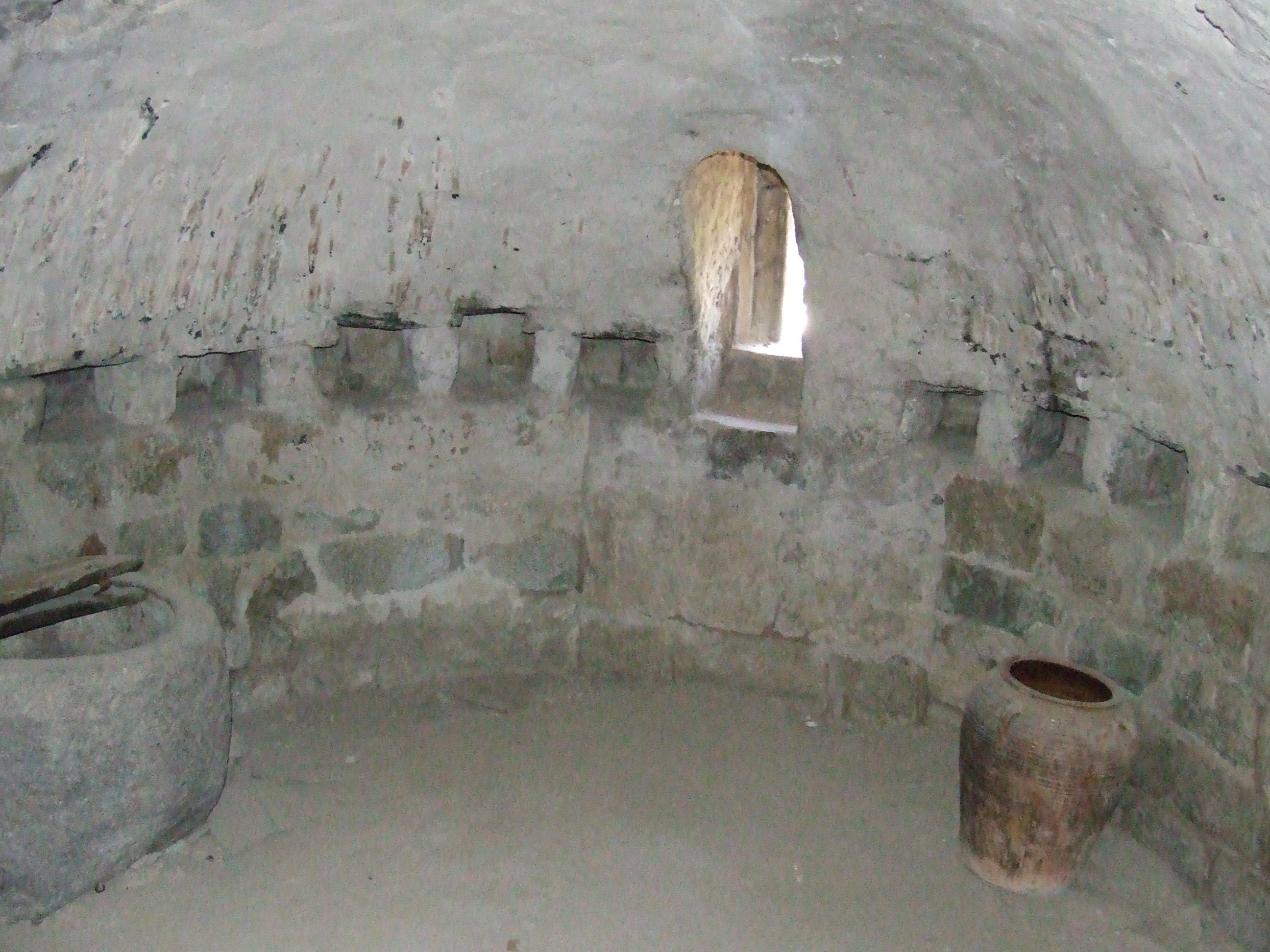
Crypte

L'église se compose d'une seule nef de quatre travées couverte d'une voûte d'arêtes et d'une abside semi circulaire voûtée en cul-de-four. Le premier étage de l'abside qui est presque complètement cachée par un autel installé en période baroque sert de sanctuaire, en dessous est aménagée la crypte.
Les pilastres et les demi-colonnes que l'ont voit des deux côtés de la nef soutenaient la voûte en berceau que possédait l'église à l'origine en période romane.

## Antependium

Antependium

Le devant d'autel que l'ont voit actuellement dans l'église est une copie dont l'original se trouvait sur place jusqu'au début du XXe siècle. Aujourd'hui, il est exposé au Musée national d'art de Catalogne (Museu Nacional d'Art de Catalunya, MNAC) à Barcelone. 
Le devant d'autel est daté de la deuxième moitié du XIIIe siècle et a été créé dans un atelier en Ribagorce. Il s'agit d'un panneau en bois où, sur le fond d'un décor en stuc sont peintes des scènes en tempera. Au milieu est représentée une Vierge à l'Enfant entourée d'une mandorle. Aux coins de la mandorle, on voit le tétramorphe qui symbolise des évangélistes. Les autres scènes représentent des épisodes de la vie de la Vierge, en haut à gauche l'Annonciation et la Visitation, en haut à droite la Nativité et l'Adoration des bergers, en bas à gauche l'Adoration des mages et en bas à droite le Massacre des Innocents et la Fuite en Égypte. Sur les scènes de la partie supérieure on aperçoit des inscriptions. Une frise en stuc entoure l'ensemble, deux autres frises à décor de palmette séparent les scènes supérieures des scènes inférieures.